# Nepřekládaná oblast

Struktura mRNA s vyznačenými 5' a 3' nepřekládanými oblastmi (žlutě a filově)

Nepřekládaná oblast (untranslated region, UTR) je v molekulární biologii oblast mRNA, která není překládána do proteinů. Nepřekládané oblasti jsou na 5' i 3' konci mRNA a u mRNA eukaryotních organismů typicky ohraničeny 5'čepičkou a 3' poly(A) koncem.
I když nepřekládaná oblast není translatována do proteinu, může mít řadu regulačních funkcí, například určovat, kdy bude docházet k translaci, případně určovat stabilitu celé mRNA.

## 5' nepřekládaná oblast (5' UTR)

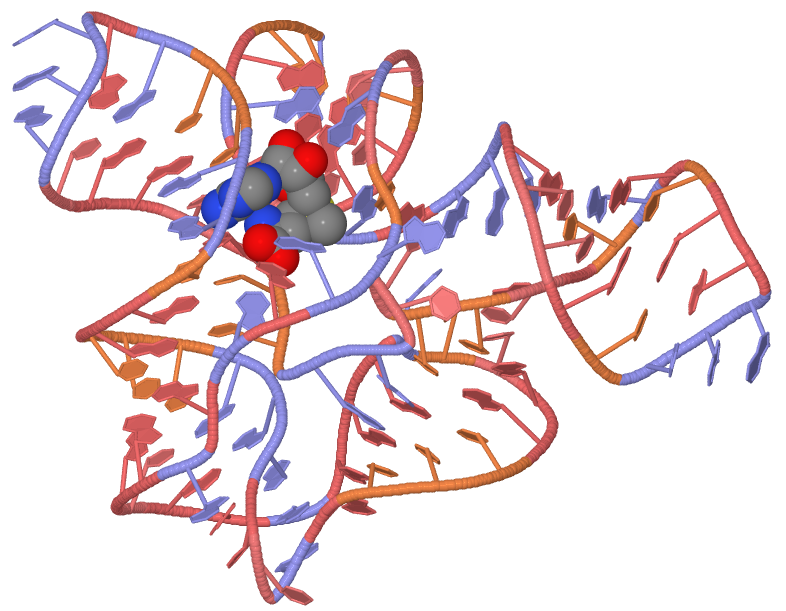
Bakteriální SAM riboswitch. Vazba ligandu do riboswitche reguluje translaci mRNA.

5' nepřekládaná oblast začíná na první nukleotidu mRNA a končí na posledním nukleotidem před počátkem translace. 5'UTR často nese regulační oblasti a u prokaryot většinou obsahuje vazebné místo pro ribozom, takzvanou Shine-Delgarnova sekvence.
U eukaryot má 5' UTR medián délky kolem 150 nukleotidů, ale může být dlouhý i několik tisíc bází. Některé viry mají neobvykle dlouhé a strukturované 5'UTR, které umožňují regulovat genovou expresi (viz IRES). Obecně platí, že silně překládané mRNA mají krátké 5'UTR s nízkým obsahem GC-párů a bez výrazné sekundární struktury; mRNA s výraznou regulací, tkáňově specifické nebo zodpovědné za regulaci vývoje mají naopak dlouhé a strukturované 5'UTR oblasti.
mRNA kódované jedním genem se mohou lišit ve svých 5'UTR, pokud dojde k alternativnímu splicingu molekuly pre-mRNA nebo alternativnímu výběru počátku transkripce, a tedy nést různé regulační oblasti pro jednu kódující oblast. Řada lidských nemocí je spojována s mutacemi v 5'UTR, například rakovina prsu, dědičná trombocytémie a řada dalších.
Některé významné regulační oblasti na 5' UTR:
- Vazebné místa pro proteiny, které ovlivňují stabilitu mRNA nebo translaci, například iron response element, regulující některé mRNA v závislosti na přítomnosti železa.
- Riboswitch, oblast RNA schopná vázat malý ligand a v závislosti na vazbě regulovat překlad mRNA.
- Sekvence aktivující, nebo inhibující počátek translace
- Nevyštěpené introny, které mohou regulovat jaderný export mRNA. Většinou mRNA není exportována z jádra, dokud nejsou vyštěpeny všechny introny, přítomnost některých intronů naopak může vyvolat export RNA alternativní dráhou.[3]
- G-kvadruplex (struktura známá spíše z DNA jako součást telomer) tvořící pevnou sekundární strukturu blokující kanonickou iniciaci translace.[4] Může ovšem stimulovat translaci alternativními mechanismy, například zesilovat účinnost struktury IRES.[5]
- Otevřené čtecí rámce ((ORF)), které mohou potenciálně kódovat jiný protein nebo peptid, než je ten, který mRNA kóduje ve svém hlavním ORF. Peptid z čtecího rámce předcházejícího tomu hlavnímu může regulovat elongační nebo terminační fázi translace.

## 3' nepřekládaná oblast (3' UTR)
3' nepřekládaná oblast v mRNA začíná bezprostředně za stop kodonem a často obsahuje řadu regulačních elementů. mRNA na 3' konci většinou dále pokračuje poly(A) koncem. Délka 3'UTR u savců se pohybuje mezi 80 a 4000 nukleotidy, typická délka je kolem 800 nukleotidů. Jejich délka tedy bývá delší, než v případě 5' UTR. mRNA s větší délkou jsou výrazně méně překládány do proteinů. Předpokládá se, že důvodem je větší pravděpodobnost výskytu míst vazby miRNA.
Regulační oblasti na 3'UTR ovlivňují polyadenylaci, efektivitu translace, lokalizaci mRNA a stabilitu RNA. Kromě sekvence 3'UTR závisí i na její délce a sekundární struktuře. Regulační mechanismy na 3'UTR dále zpřesňují kontrolu nad mRNA.
Některé významné regulační oblasti:
- Vazebná místa pro regulační proteiny a mikroRNA, které mohou vyvolat silencing RNA
- Nevyštěpené introny, i když v porovnáním s 5' UTR jsou výrazně vzácnější.[6] V případě intronů v 3' UTR dochází často k degradaci RNA způsobené mechanismem nonsense-mediated decay. Podle in silico analýz se také zdá, že introny v 3' UTR často obsahují cíle pro microRNA, a jsou tedy cílem RNA silencingu.[7]
- Oblasti regulující polyadenylaci
- Oblasti ovlivňující stabilitu RNA
  - AU-bohaté oblasti (AU-rich element, ARE) ovlivňující stabilitu mRNA. Jsou dlouhé 50-150 pází o obsahují kopie sekvence "AUUUA" nebo její modifikace. Proteiny vázající ARE (ARE-BP) jsou obvykle zodpovědné za degradaci mRNA nesoucí ARE, a jsou aktivovány řadou vnitrobuněčných nebo externích stimulů. AU-bohaté oblasti patří mezi nejlépe prozkoumané 3' elementy, které se nachází v mRNA cytokinů, růstových faktorů, tumor supresorových genů, protoonkogenů a proteinů regulujících buněčný cyklus
  - iron response element, který je destabilizující a vyvolává degradaci RNA, pokud není vázán specifickými proteiny (hlavní roli hraje akonitáza)
- sekvence řídící polyadenylaci, která může probíhat i v cytoplasmě a regulovat životnost mRNA a účinnost překladu mRNA. Ve většině případů určuje výběr místa pro počátek polyadenylace v jádře sekvence "jaderném polyadenylační signál" (AAUAAA). V některých případech, například při rané fázi vývoje dochází k cytoplasmatické polyadenylaci řízené specifickým signálem ("CPE", s konsenzem UUUUUUAU)
- Oblasti vázané cytoskeletem, proteiny transportujícími do jádra nebo ven, případně dalšími proteiny určujícími buněčnou lokalizaci